# スタソーマ
スタソーマ（Sutasoma、須陀素彌、蘇陀蘇摩、普明王、須陀摩王）は、インドの叙事詩『マハーバーラタ』の登場人物。パーンダヴァのビーマとドラウパディーとの間に生まれた子で、父親の異なる4人の兄弟プラティヴィンディヤ、シュルタキールティ、シャタニーカ、シュルタセーナがいる。また異母兄弟にガトートカチャがいる。
クルクシェートラの戦いでは主に他の4兄弟とともに戦ったが、後に眠っているところをアシュヴァッターマンの夜襲にあい、他の4兄弟やドリシタデュムナ、シカンディンらとともに殺された。

## ジャータカにおいて
『ジャータカ』においては、カウラヴァ王朝における釈迦の前世とされる。『ジャータカ・マーラー』における「スタソーマ・ジャータカ」には、スタソーマが人食いのスダーサの息子に捕らえられ連れて行かれるが、バラモンへの供養が完了していないことを悔んで、必ず戻るから一時解放してバラモンを供養しに行かせて欲しいと懇願して認められ、その後、約束を守って戻り、「真理を守った」のだと述べる話がある。
『ジャータカ』におけるスタソーマ物語は、普明王の仏教説話として日本に渡来し、童話にもなっている。